# NGC 1811
NGC 1811 is een spiraalvormig sterrenstelsel in het sterrenbeeld Duif. Het hemelobject werd op 6 november 1834 ontdekt door de Britse astronoom John Herschel.

## Synoniemen
- ESO 422-37
- MCG -5-13-8
- AM 0506-292
- PGC 16811